# La vaca Connie
La vaca Connie (Connie the Cow) és una sèrie de dibuixos animats creada per Josep Viciana.

## Sinopsi
Explica les aventures de la vaca Connie, una vaca alegre, curiosa i sense preocupacions amb els seus amics Patch el gos, Wally l'ocell i la guineu de mal humor.

## Premis
La vaca Connie va ser una de les sèries més premiades en el festival de Cannes, l'any 2000.

## Personatges
- Narrador- És el narrador qui explica les aventures de la Connie. La veu està doblada per Fèlix Benito.[3]
- Connie - És la protagonista de la sèrie. És una vaca blava amb taques blanques. La veu està doblada per Gemma Ibañez.[3]
- Patch  - Un gosset juganer que viu a prop de la granja de la Connie. La veu està doblada per Aleix Estadella.[3]
- Wally - Un ocell cantant rodanxó, multicolor que viu en un arbre prop de la granja.
- Rondinaire - Una guineu que sempre es queixa i està de mal humor. És el principal antagonista de la sèrie. La veu està doblada per Norbert Ibero.[3]
- Mollie i Bill - La mare i el pare de Connie, respectivament. Li donen consells a la Connie i l'ajuden amb els problemes.
- Punxes - Un eriçó que porta un mitjó sobre el seu nas.
- Maddie és un be que la seva llana és de color taronja.
- Paddy i Pearl són dos porquets i els veïns de Connie.
- Clara - És l'àvia de la Connie. La veu està doblada per Maria Lluïsa Magaña.[3]
- Dormilega - És una tortuga.
- Tom - Formiga de color taronja amb les potes i antenes liles. És amic de la Connie.
- Berta - És una abella que viu al prat.
- Cyril - És un llop prim de color marró semblant a en Patch.
- Filós - És una aranya blava amb potes negres.
- Sam - És un conill de color rosa.
- Todd - És un talp de color lila.
- Dodger - És un gat de color blau i taronja.
- Timmy - És un os de color taronja.
- Bruno - És un os de color blau que li agrada molt la mel.
- Belínda - És una cabra taronja i grisa.
- Henry - És un mussol multicolor que viu en un arbre.
- Aletes - És un peix taronja i negre que viu al riu.
- Ploma velós - És una àguila marró i taronja
- Flap i Bela - Són dues papallones, en flap és de color blau amb rodones de colors i la Bela és groga i d'estrelles de colors amb un llaç vermell i blanc al cap.
- John - És una granota verda i taronja que viu al riu.
- Rebeca - És una gallina de color gris que viu en un corral.